# Zamarada pandatilinea
Zamarada pandatilinea är en fjärilsart som beskrevs av Louis Beethoven Prout 1916. Zamarada pandatilinea ingår i släktet Zamarada och familjen mätare. Inga underarter finns listade i Catalogue of Life.